# PostmarketOS
PostmarketOS (o postmarketOS e abbreviato come pmOS) è un sistema operativo libero e open source in fase di sviluppo principalmente per smartphone, basato sulla distribuzione Alpine Linux.
PostmarketOS è stato lanciato ufficialmente il 6 maggio 2017 con il codice sorgente disponibile su GitLab. Dalle prime versioni è in grado di eseguire diverse interfacce utente basate su X e Wayland, come Plasma Mobile, MATE, GNOME 3 e XFCE. Dal 2019 l'aggiornamento del sistema operativo ha permesso il supporto anche di Ubuntu Touch e Phosh.
Il progetto mira a fornire un ciclo di vita di dieci anni per gli smartphone

## Galleria d'immagini

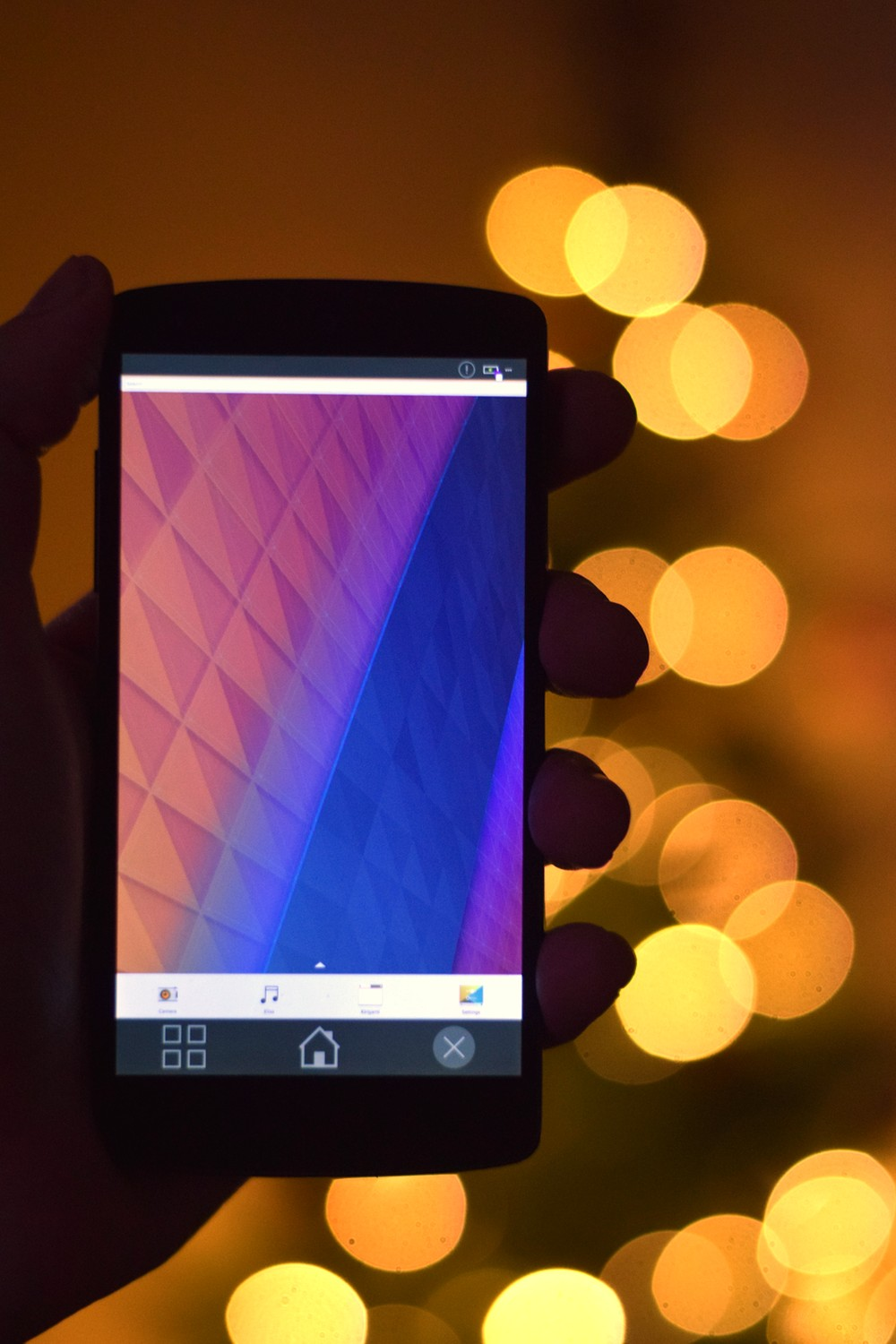
Plasma Mobile su Nexus 5
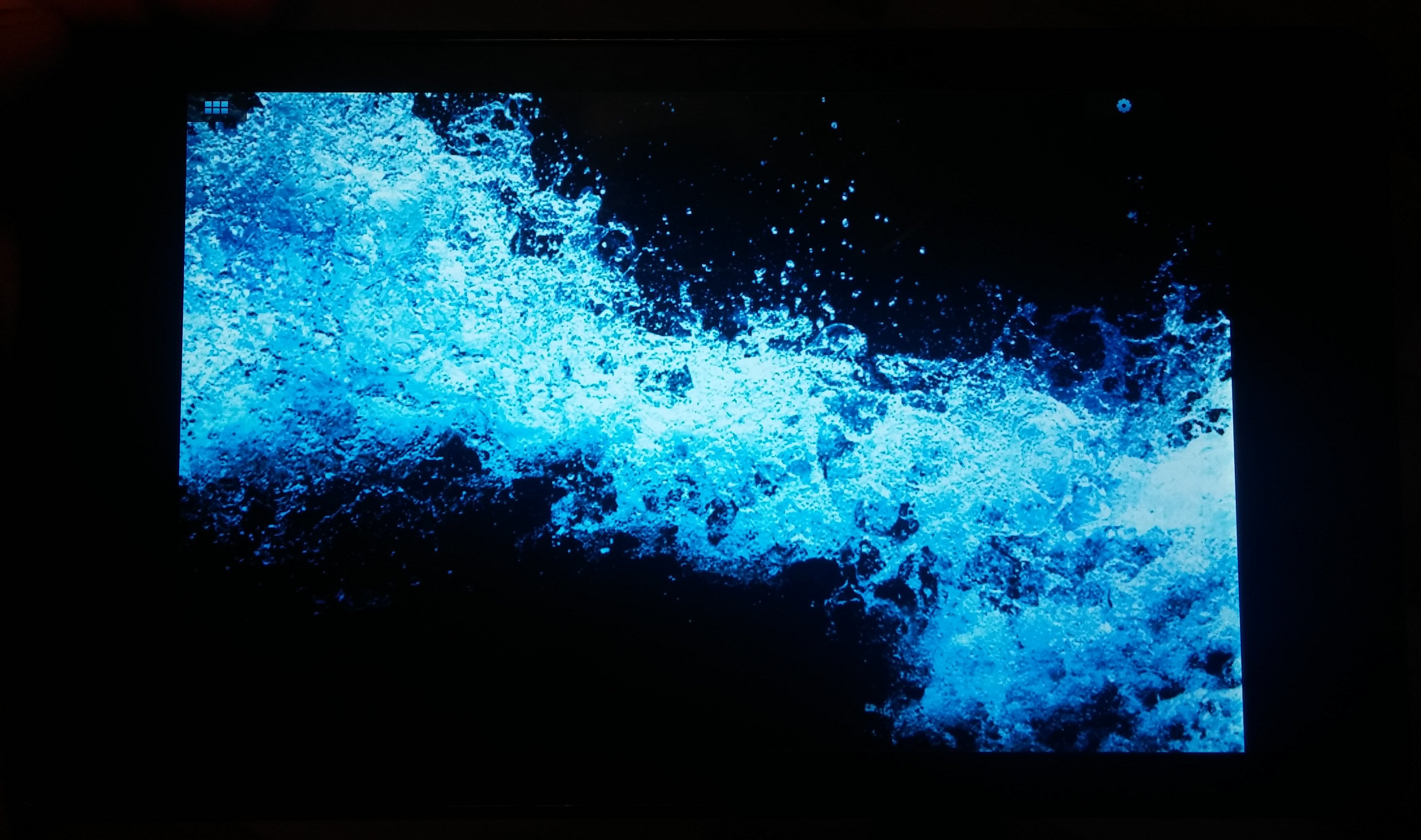
Hildon suNexus 7 (2013)
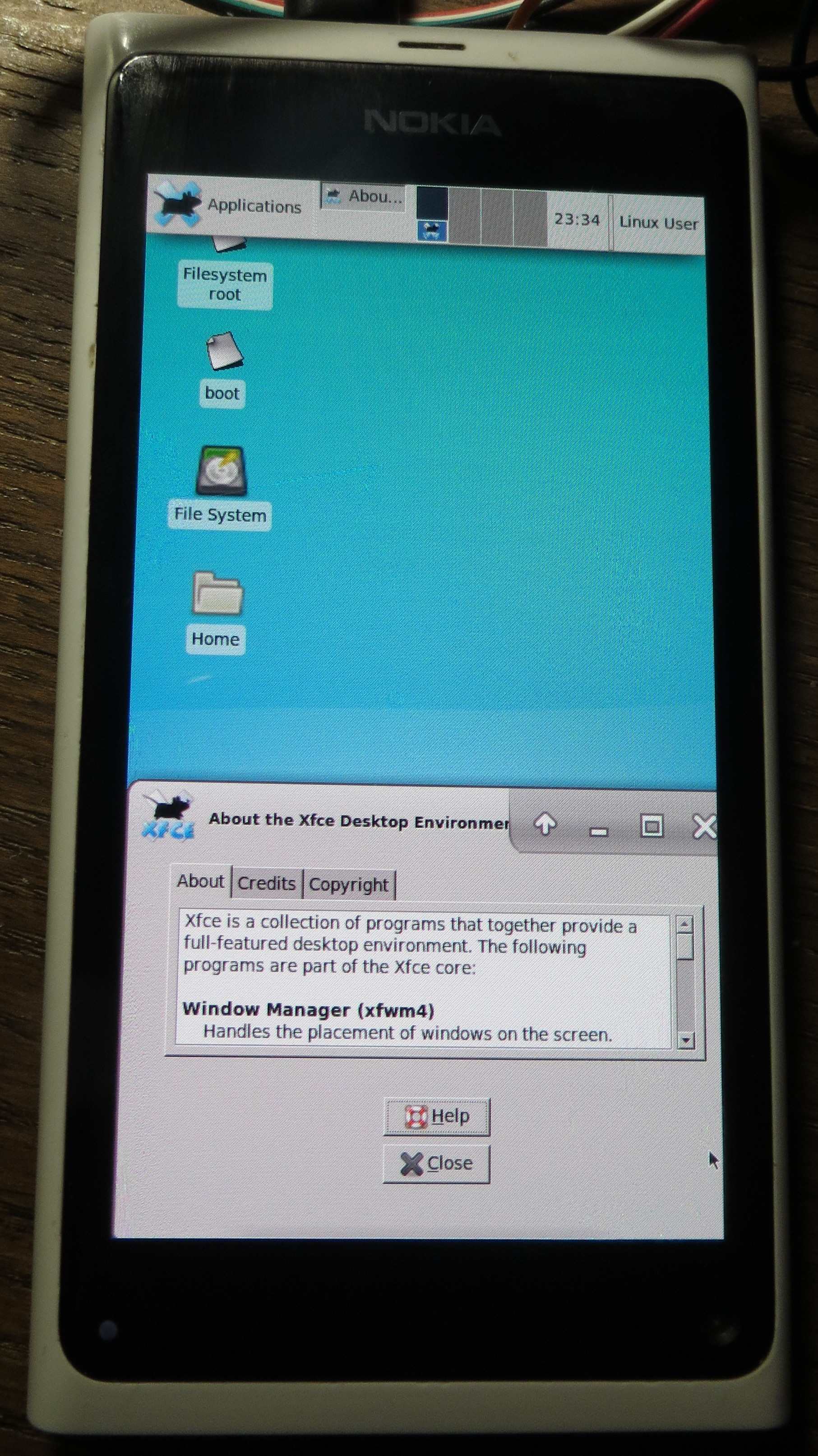
XFCE su Nokia N9
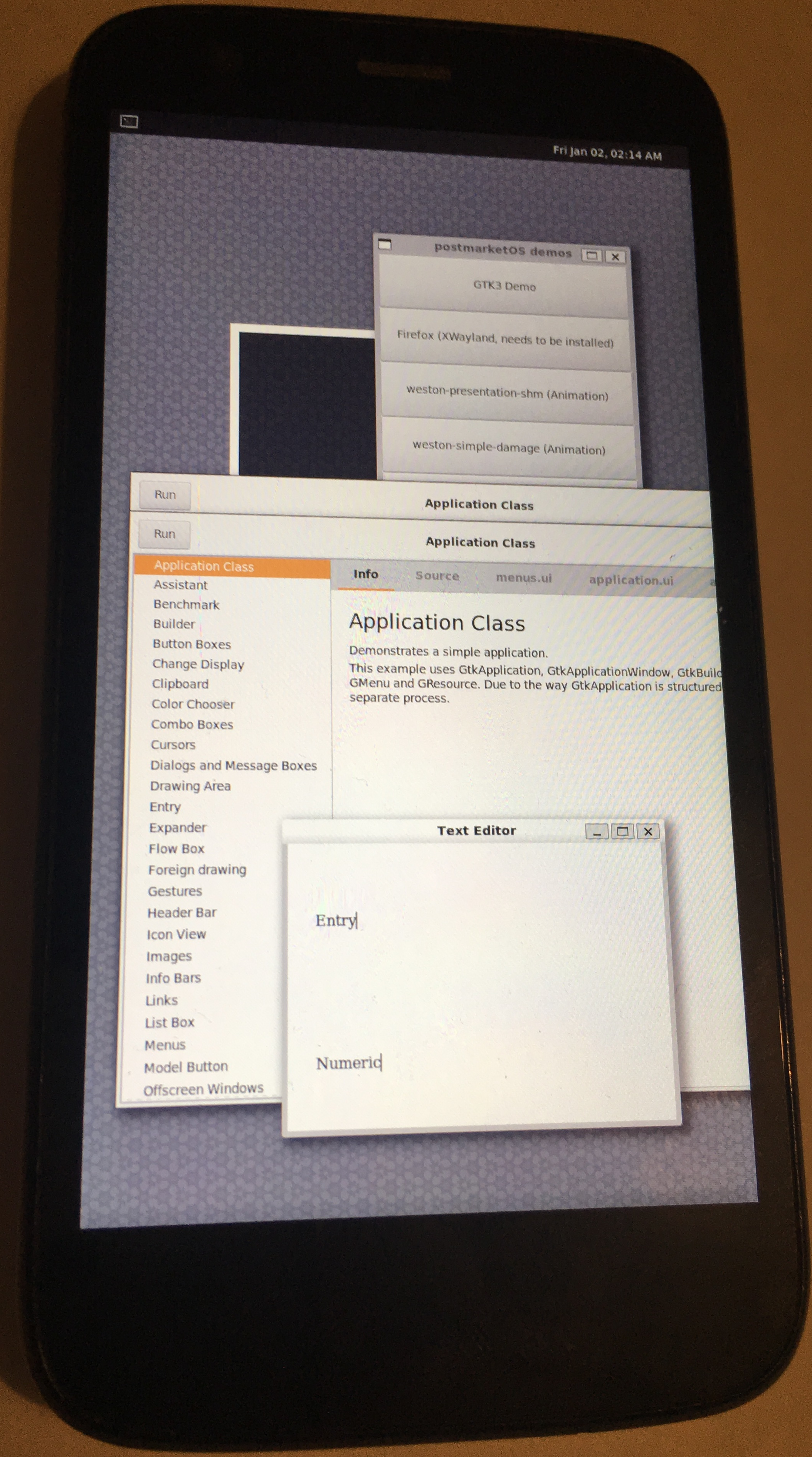
Wayland (protocollo) (Wayland compositor demo) su Moto G
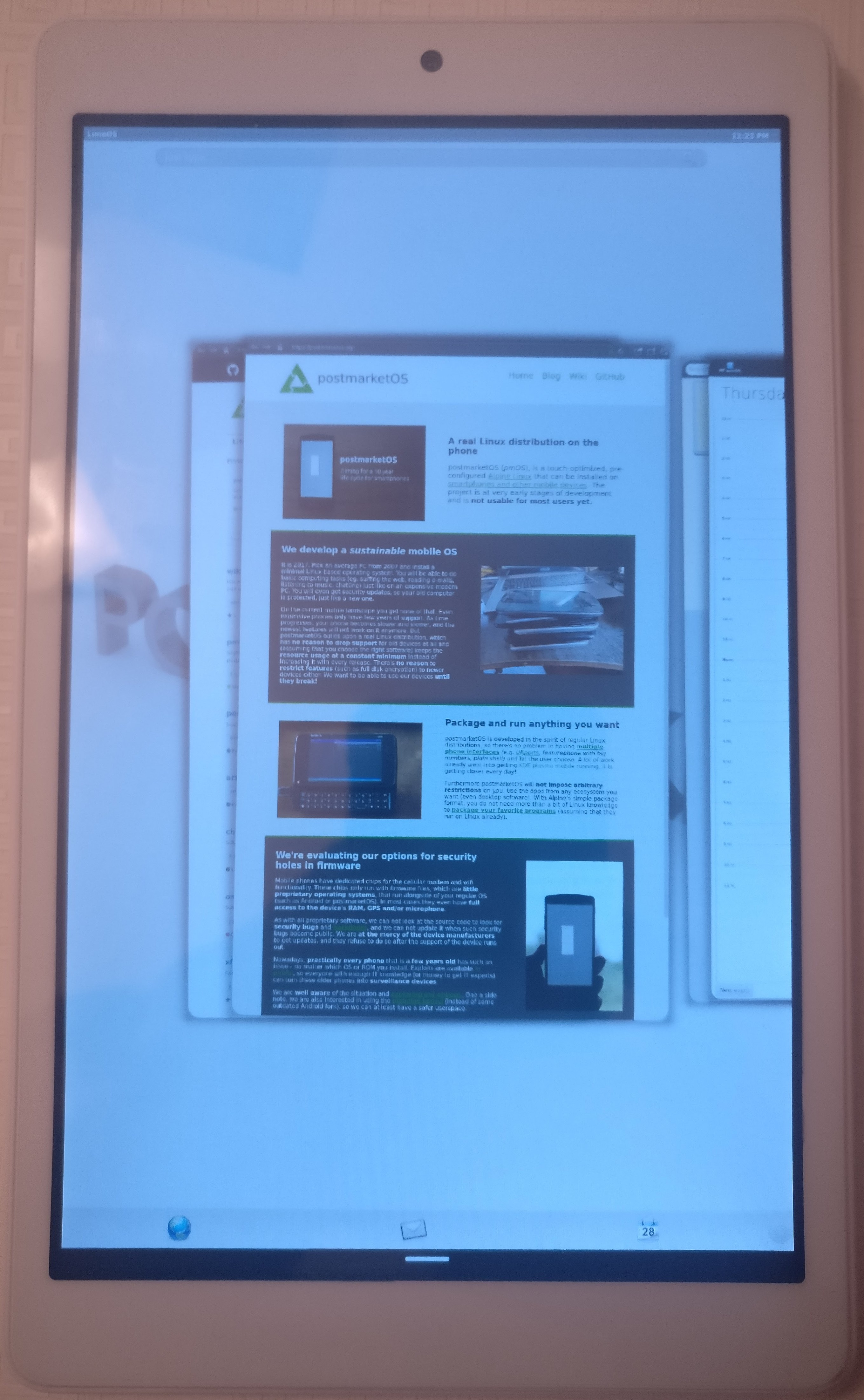
LuneOS UI gira su un tablet generico (x86)